# 托里诺-迪桑格罗
托里诺-迪桑格罗（義大利語：Torino di Sangro），是意大利基耶蒂省的一个市镇。总面积32.31平方公里，人口3112人，人口密度96.3人/平方公里（2009年）。ISTAT代码为069091。